# Іонізаційна рівновага
Іонізаційна рівновага визначає ступінь іонізації одноатомного газу при високих температурах.
Іонізацію одноатомного газу можна розглядати як низку реакцій, зв'язаних з утратою одного електрона:
{\displaystyle A_{0}=A_{1}+e^{-}}
{\displaystyle A_{1}=A_{2}+e^{-}}
тощо.
Застосовуючи до цих процесів закон діючих мас, для визначення концентрацій n-кратно іонізованих атомів можна записати рівняння:
{\displaystyle {\frac {c_{n-1}}{c_{n}}}=PK_{p}^{(n)}(T)}.
Стала хімічної рівноваги {\displaystyle K_{p}^{(n)}(T)} визначається формулою Саха
{\displaystyle K_{p}^{(n)}(T)={\frac {g_{n-1}}{g_{n}}}\left({\frac {2\pi }{m}}\right)^{3/2}{\frac {\hbar ^{3}}{(k_{B}T)^{5/2}}}e^{I_{n}/k_{B}T}},
де m — маса атома, {\displaystyle g_{n}} — ступінь виродження відповідного іонізованого стану, {\displaystyle I_{n}}— енергія n-ї іонізації атома, T — температура, {\displaystyle \hbar } — стала Планка, {\displaystyle k_{B}} — стала Больцмана.
Мала величина передекспоненційного множника, яка за порядком величини дорівнює відношенню об'єму атома до об'єму газу, що припадає на один атом, зумовлює високий ступінь іонізації уже при температурах, набагато нижчих за {\displaystyle I_{n}/k_{B}}. Кількість іонізованих атомів значно більша, ніж кількість збуджених атомів, хоча енергія іонізації не набагато більша за енергію збудження.
Формула Саха для визначення іонізаційної рівноваги використовується при моделюванні газу в зірках.